# Dokumente zum Bau der Semmeringbahn

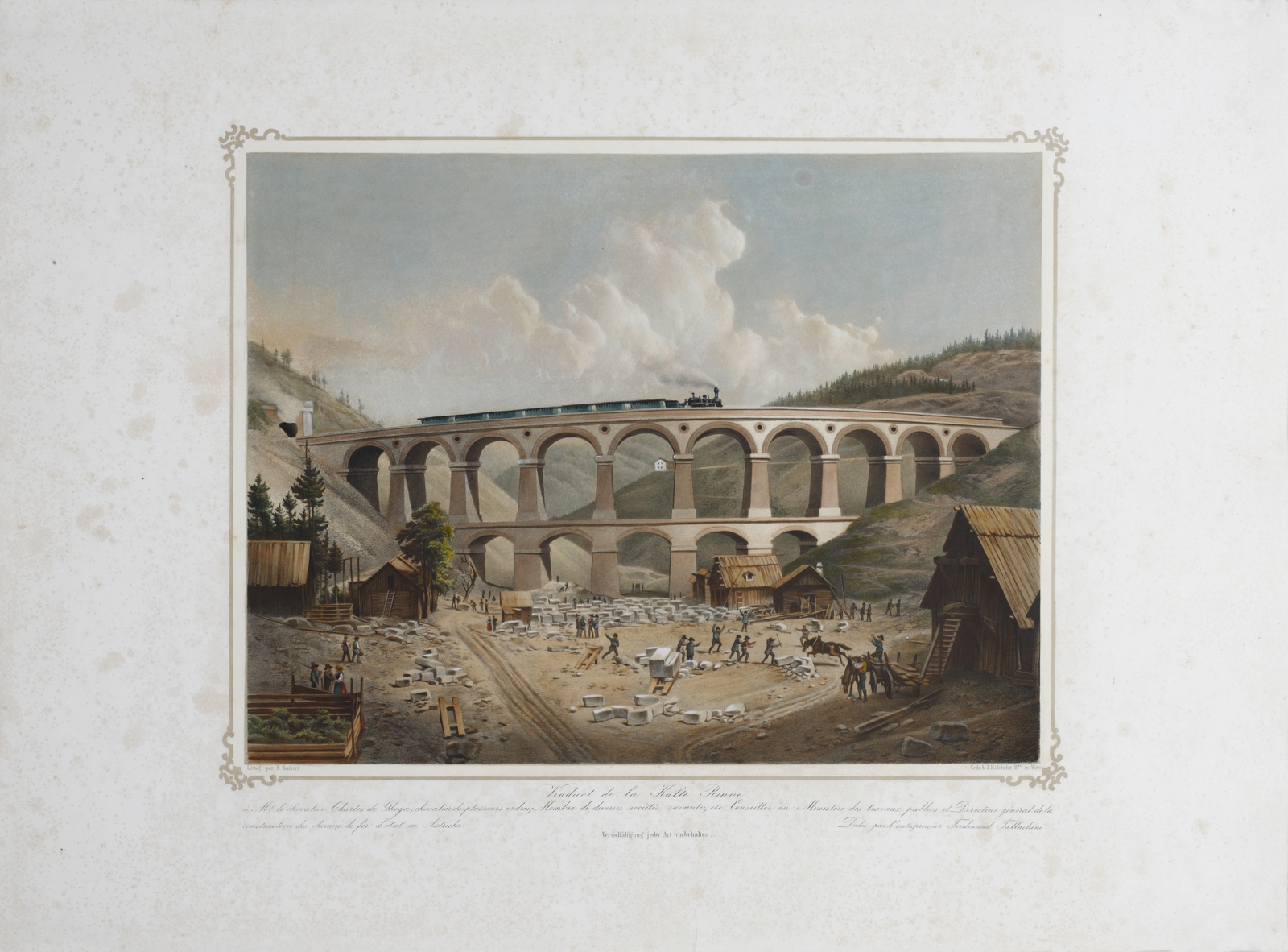
Kalte Rinne-Viadukt. Lithographie von Imre Benkert (1856)

Die historischen Dokumente zum Bau der Semmeringbahn umfassen insgesamt 164 Notizbücher, Skizzen, Zeichnungen, Aquarelle, Lithographien und Stahlstiche aus den Jahren zwischen 1844 und 1910. Sie werden seit den 1980er Jahren im Technischen Museum Wien aufbewahrt, Ende Oktober 2017 wurden sie in die Liste des Weltdokumentenerbes eingetragen. Die Bahnstrecke selbst gehört seit 1998 zum UNESCO-Weltkulturerbe.